# El adivinador
El adivinador (trad.: L'endevinador) és una escultura urbana, obra de l'artista Joan Ripollés, que està situada al passeig del Port d'Alacant (País Valencià), entre la plaça de la Porta del Mar i la plaça del Port. Està realitzada en bronze, té un pes aproximat de quatre tones i mesura 3,5 m d'ample i quasi 8 m d'alt. L'escultura representa una figura humana abstracta, amb diverses cares, que té sobre el seu cap un ovoide del que sobreïxen nombres. Va ser cedida a la ciutat per l'extinta Caixa Mediterrani al juliol de 2010, quan era alcaldessa de la ciutat Sonia Castedo.